# Męczennicy z zakonu pijarów
Męczennicy z zakonu pijarów – pierwsi hiszpańscy męczennicy z „Zakonu Kleryków Regularnych Ubogich Matki Bożej Szkół Pobożnych”, ofiary „Czerwonego terroru w Hiszpanii”, okresu wojny domowej, zamordowani przez lewicowe oddziały zwolenników republiki z nienawiści do wiary łac. odium fidei.
1 października 1995 roku papież Jan Paweł II dokonał beatyfikacji, uznanych w Kościele katolickim za męczenników za wiarę, czterdziestu pięciu męczenników antykatolickich prześladowań religijnych wobec duchowieństwa i laikatu katolickiego w Hiszpanii. W grupie tej znalazło się trzynastu zamordowanych członków założonego przez Józefa Kalasantego zakonu pijarów, wychowawców młodzieży, którzy nie byli zaangażowani w konflikt i nie prowadzili działalności politycznej.

## Lista beatyfikowanych
| Imię (imię oryginalne) | Nazwisko           | Data urodzenia       | Data śmierci        | Miejsce śmierci            |
| ---------------------- | ------------------ | -------------------- | ------------------- | -------------------------- |
| Dionizy (Dionisio)     | Pamplona Polo      | 11 października 1868 | 25 lipca 1936       | Monzón                     |
| Emanuel (Manuel)       | Segura López       | 22 stycznia 1881     | 28 lipca 1936       | pod Purroy de la Solana    |
| Dawid (Davíd)          | Carlos Marañon     | 29 grudnia 1907      | 28 lipca 1936       | pod Purroy de la Solana    |
| Faustyn (Faustino)     | Oteiza Segura      | 14 lutego 1890       | 9 sierpnia 1936     | Azanuy-Alins               |
| Florentyn (Florentín)  | Felipe Naya        | 10 października 1856 | 9 sierpnia 1936     | Azanuy-Alins               |
| Henryk (Enrique)       | Canadell Quintana  | 29 czerwca 1890      | 17 sierpnia 1936    | Castellfollit de la Roca   |
| Maciej (Matías)        | Cardona Meseguer   | 23 grudnia 1902      | 20 sierpnia 1936    | Pigro del Coll (Vallibona) |
| Franciszek (Francisco) | Carceller Galindo  | 3 października 1901  | 2 października 1936 | Castellón de la Plana      |
| Ignacy (Ignasi)        | Casanovas Perramón | 15 czerwca 1893      | 16 września 1936    | Òdena                      |
| Karol (Carlos)         | Navarro Miquel     | 11 lutego 1911       | 22 września 1936    | klasztor Montserrat        |
| Józef (José)           | Ferrer Esteve      | 17 lutego 1904       | 9 grudnia 1936      | Llombai                    |
| Jan (Juan)             | Agramunt Riera     | 14 lutego 1907       | 14 sierpnia 1936    | Almazora                   |
| Alfred (Alfredo)       | Parte Saiz         | 2 czerwca 1899       | 27 grudnia 1936     | Santander                  |

W Kościele katolickim dniem wspomnienia liturgicznego każdego z otoczonych kultem jest dies natalis, zaś grupa błogosławionych trzynastu pijarskich męczenników wspominana jest 22 września.